# Spanje op het Eurovisiesongfestival 1994
Spanje nam deel aan het Eurovisiesongfestival 1994 in Dublin (Ierland). Het was de 32ste deelname van het land aan het festival.

## Selectieprocedure
Net zoals de voorbije jaren koos de TVE ervoor om de kandidaat intern te selecteren.
Men koos voor de Spaanse zanger Alejandro Abad met het lied "Ella no es ella".

## In Dublin
In Ierland moest Spanje optreden als 21ste, net na Oostenrijk en voor Hongarije. Op het einde van de puntentelling hadden ze 17 punten verzameld, goed voor een 17de plaats.
Nederland had geen punten over voor deze inzending en België nam niet deel in 1994.

### Gekregen punten

#### Finale
| 12 punten  | 10 punten | 8 punten      | 7 punten                | 6 punten |
| ---------- | --------- | ------------- | ----------------------- | -------- |
|            |           | - Griekenland |                         |          |
| 5 punten   | 4 punten  | 3 punten      | 2 punten                | 1 punt   |
| - Roemenië |           |               | - Frankrijk - Slowakije |          |

### Punten gegeven door Spanje

#### Finale
Punten gegeven in de finale:
| 12 punten | Portugal              |
| 10 punten | Ierland               |
| 8 punten  | Duitsland             |
| 7 punten  | Bosnië en Herzegovina |
| 6 punten  | IJsland               |
| 5 punten  | Noorwegen             |
| 4 punten  | Cyprus                |
| 3 punten  | Verenigd Koninkrijk   |
| 2 punten  | Zwitserland           |
| 1 punt    | Zweden                |

1961 · 1962 · 1963 · 1964 · 1965 · 1966 · 1967 · 1968 · 1969 · 1970 · 1971 · 1972 · 1973 · 1974 · 1975 · 1976 · 1977 · 1978 · 1979 · 1980 · 1981 · 1982 · 1983 · 1984 · 1985 · 1986 · 1987 · 1988 · 1989 · 1990 · 1991 · 1992 · 1993 · 1994 · 1995 · 1996 · 1997 · 1998 · 1999 · 2000 · 2001 · 2002 · 2003 · 2004 · 2005 · 2006 · 2007 · 2008 · 2009 · 2010 · 2011 · 2012 · 2013 · 2014 · 2015 · 2016 · 2017 · 2018 · 2019 · 2020 · 2021 · 2022 · 2023 · 2024 · 2025